# 劉敬業
劉敬業（？年—？年），号滿莊，貴州省思南府安化縣人，道光二十六年（1846年）舉人。咸豐七年（1857年）八月克復城池及追剿銅仁餘匪出力，以知縣不論雙單月選用，同治二年（1863年）任順慶府鄰水縣知縣。劉敬業從鄰水卸任，帶回大量金銀財物。